# 夺命心跳
《夺命心跳》（英語：The Devil Inside Me），导演张琦，主演梁家辉、黄维德、林熙蕾、安雅、英达。

## 剧情
该片讲述是一个因心脏移植手术出现幻想症的女子“林嫣”的故事。

## 演出
- 梁家辉 出演 蒋牧
- 林熙蕾 出演 林嫣
- 安雅 出演 江北燕
- 黄维德 出演 马本科
- 英达

## 制作
该片取景于陕西省西安市。
该片播出之后，赢得观众广泛赞誉。

## 奖项
| 年份 | 奖项                 | 奖项细分             | 是否得奖 | 备注  |
| ---- | -------------------- | -------------------- | -------- | ----- |
| 2011 | 第三届澳门国际电影节 | 金莲花奖最佳故事     | 提名     | [ 6 ] |
| 2011 | 第三届澳门国际电影节 | 金莲花奖最佳男主角   | 提名     | [ 6 ] |
| 2011 | 第三届澳门国际电影节 | 金莲花奖最佳男配角   | 提名     | [ 6 ] |
| 2011 | 第三届澳门国际电影节 | 金莲花奖最佳女主角   | 提名     | [ 6 ] |
| 2011 | 第三届澳门国际电影节 | 金莲花奖最佳编剧     | 獲獎     | [ 6 ] |
| 2011 | 第三届澳门国际电影节 | 金莲花奖优秀制片人奖 | 獲獎     | [ 6 ] |